# Lambert (Mondkrater)
Lambert ist ein 30 km großer Mondkrater in der südlichen Hälfte des Mare Imbrium. Er ist infolge seiner isolierten Position in dem großen, fast kraterfreien Tiefland (Nordwestquadrant des Mondes) auch in kleinen Fernrohren leicht auszumachen.
Krater Lambert liegt östlich des fast gleich großen Kraters Timocharis. Südlich und südwestlich befinden sich die etwas kleineren Krater Pytheas und Euler.
Lambert hat einen scharfkantigen äußeren Wall, abgesetzte innere Wände und ein raues Inneres, das eine zu seiner Umgebung vergleichbare Albedo besitzt. Statt eines zentralen Tiefpunkts liegt ein kleiner Sekundärkrater in der Mitte des Kraterbodens, was eine seltene Ausnahme ist.
Direkt südlich an Lambert liegt die von Lava bedeckte Kante eines großen Kraters, dessen stark erodierter Wall kaum mehr über das Mare-Gestein herausragt. Dieser sogenannte Geisterkrater ist fast doppelt so groß wie Lambert, man kann ihn aber nur in Terminatornähe sehen, d. h. wenn die Sonne sehr tief steht und lange Schatten wirft. Dieser Geisterkrater wird „Lambert R“ genannt.
| Buchstabe | Position           | Durchmesser | Link |
| --------- | ------------------ | ----------- | ---- |
| A         | 26,44° N, 21,5° W  | 4 km        |      |
| B         | 24,33° N, 20,14° W | 4 km        |      |
| R         | 23,85° N, 20,66° W | 56 km       |      |
| T         | 28,45° N, 20,3° W  | 3 km        |      |
| W         | 24,47° N, 22,67° W | 2 km        |      |